# Alicudi

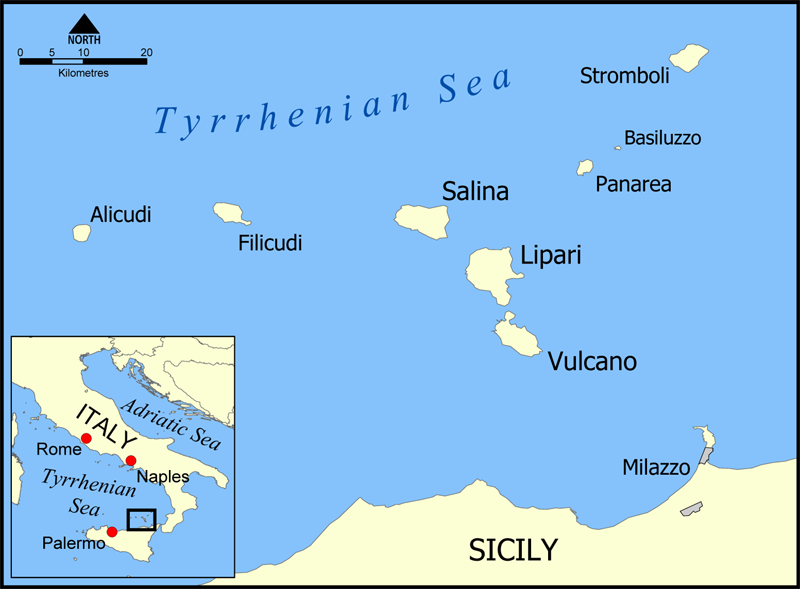
Quần đảo Eolie.

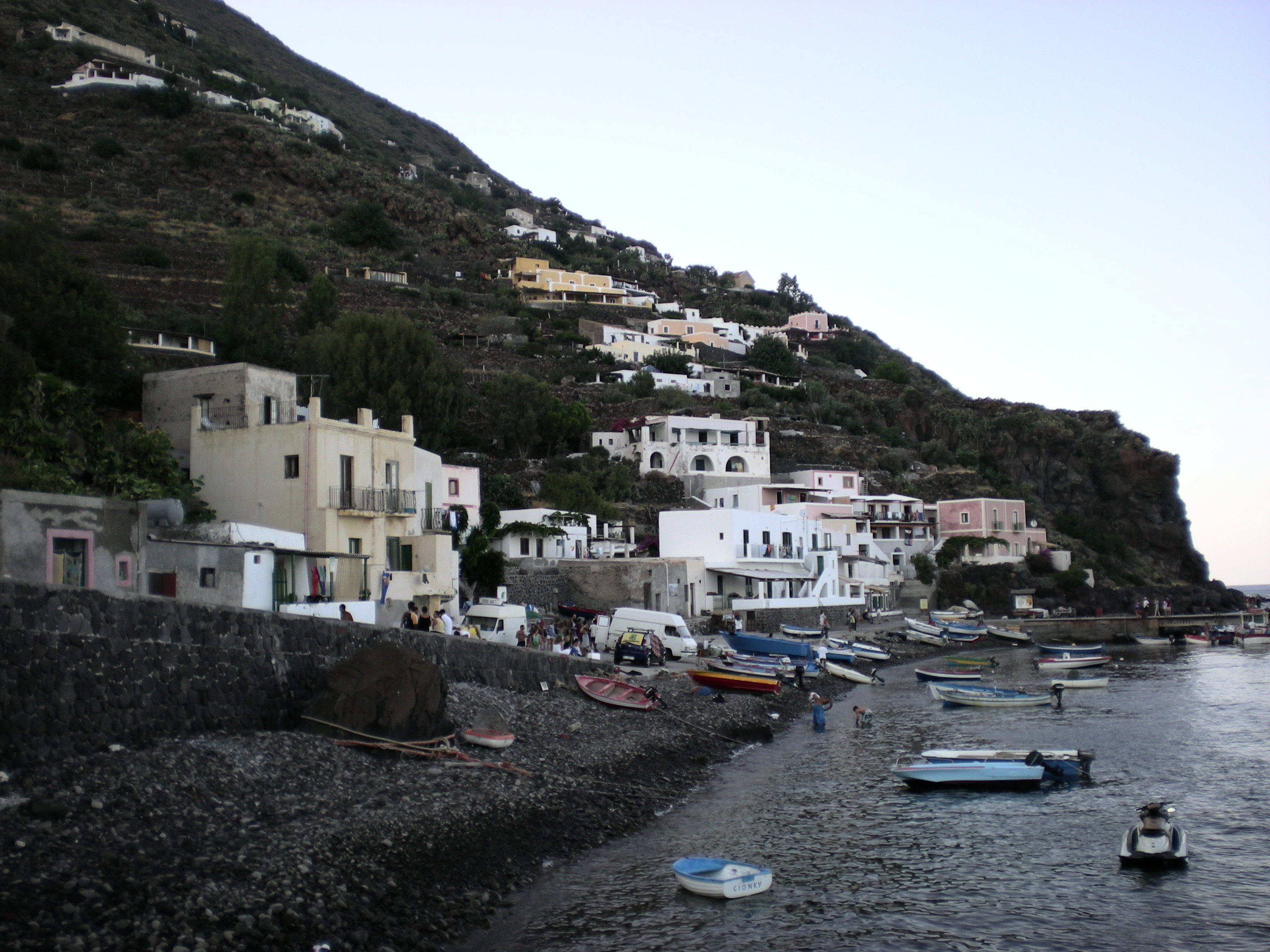
Alicudi Porto

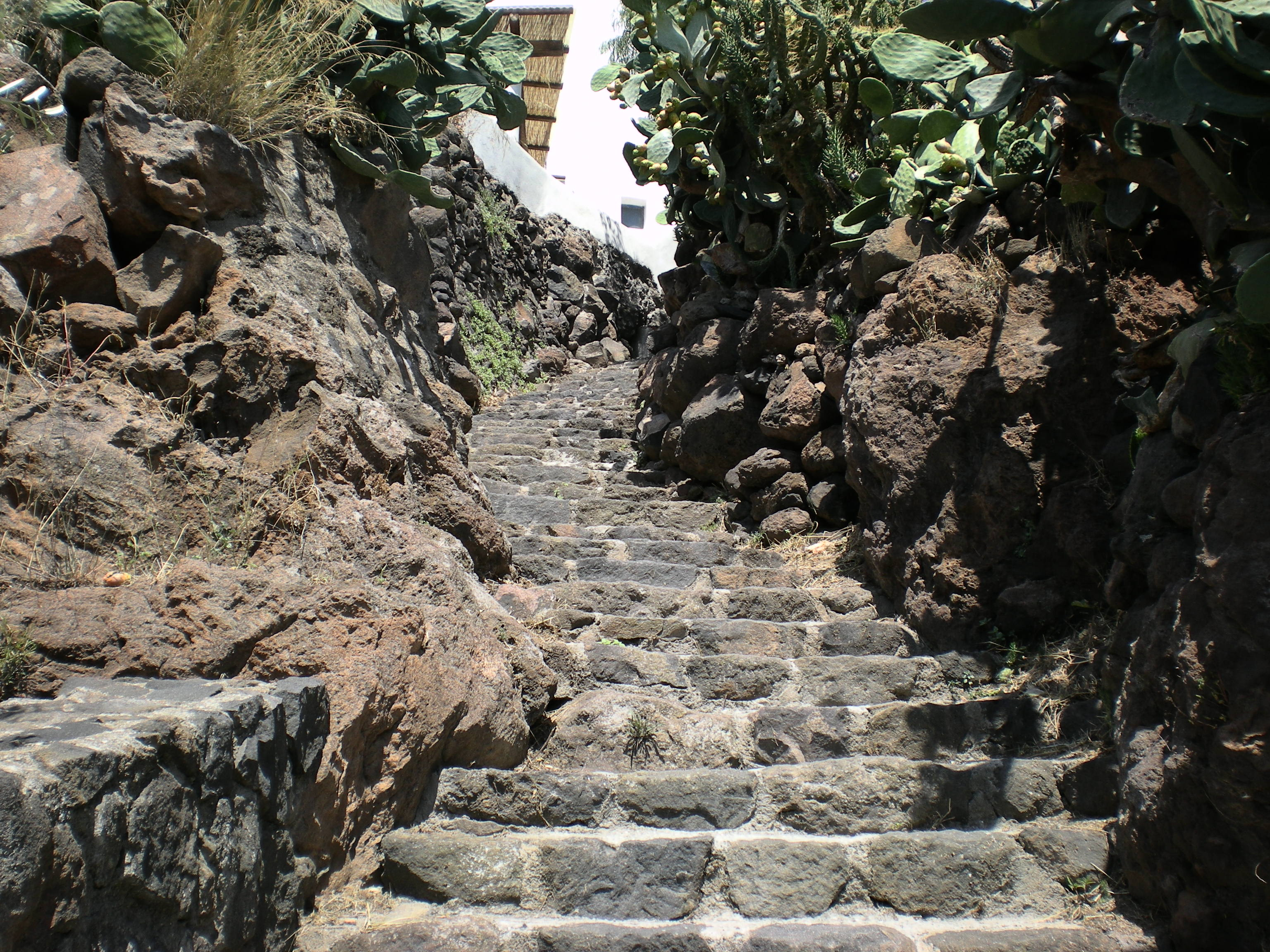
Scale di Alicudi

Alicudi là một đảo nhỏ ở phía cực tây trong số 8 đảo làm thành Quần đảo Eolie trong biển Tyrrhenus, phía bắc Sicilia, cách đảo Lipari khoảng 40 km về phía tây. Đảo Alicudi có diện tích 5,2 km², và có dạng hình nón gồ ghề. Điểm cao nhất trên đảo là núi Monte Filo dell'Arpa, cao 675 m.

## Lịch sử
Đảo được tạo thành bởi ngọn núi lửa Montagnola, cách đây khoảng 150.000 năm trước. Tiến trình hình thành đảo lần chót được cho là đã xảy ra khoảng 28.000 năm trước đây.
Tên "Alicudi" hiện nay là một sự sửa chữa sai lạc của tên đảo bằng tiếng Hy Lạp cổ Ericusa (đảo Erica), phái sinh từ tên cây Erica (cây thạch thảo), cũng gọi là thạch nam, hiện vẫn còn mọc trên các bờ dốc của đảo. Trong nhiều thế kỷ, Alicudi đã là mục tiêu cho các bọn cướp biển tới cướp phá, vì thế cư dân trên đảo đã buộc phải làm các hầm trú ẩn ở các khu đất bậc thang cao.

## Dân số
Theo các bằng chứng về khảo cổ, đảo có người cư ngụ từ khoảng thế kỷ thứ 17 trước Công nguyên. Người ta cũng tìm thấy các mảnh đồ sành từ thời La Mã cổ đại ở vùng bờ phía đông của đảo.
Hiện nay đảo có khoảng 120 cư dân, phần lớn sống bằng ngư nghiệp, số còn lại làm nghề trồng trọt. Trên đảo chỉ có một tiệm ăn với các món ăn chủ yếu chế biến từ hải sản.
Cùng với các đảo khác thuộc Quần đảo Eolie, đảo Alicudi đã được UNESCO công nhận là di sản thế giới từ năm 2000.